# Lijst van gemeentelijke monumenten in Montfoort
De gemeente Montfoort telt 19 gemeentelijke monumenten. 

## Linschoten
De plaats Linschoten kent 4 gemeentelijke monumenten:
| Object | Bouwjaar          | Architect | Locatie             | Coördinaten                  | Nr.     | Afbeelding         |
| --- | ----------------- | --------- | ------------------- | ---------------------------- | ------- | ------------------ |
| Woning |                   |           | Haardijk 20-21      | 52° 3' 53" NB, 4° 53' 50" OL | 0335/26 | Meer afbeeldingen  |
| Dwarshuisboerderij | kern uit 1659     |           | M.A. Reinaldaweg 81 | 52° 3' 13" NB, 4° 55' 40" OL | 0335/9  | Dwarshuisboerderij |
| Gereformeerde Kerk | 1893              |           | Nieuwe Zandweg 12   | 52° 3' 38" NB, 4° 55' 3" OL  | 0335/3  | Gereformeerde Kerk |
| Begraafplaats Nieuwe Zandweg, met baarhuisje en met zandlopers, omgekeerde toortsen en zeisen versierde gietijzeren toegangshek. | aangelegd in 1873 |           | Nieuwe Zandweg 12   | 52° 3' 38" NB, 4° 55' 3" OL  | 0335/15 | Meer afbeeldingen  |

## Montfoort
De plaats Montfoort kent 17 gemeentelijke monumenten:
| Object                       | Bouwjaar                | Architect      | Locatie               | Coördinaten                  | Nr.     | Afbeelding                   |
| ---------------------------- | ----------------------- | -------------- | --------------------- | ---------------------------- | ------- | ---------------------------- |
| Boerderij                    |                         |                | Achthoven-West 5      | 52° 3' 25" NB, 4° 58' 48" OL | 0335/8  | Upload foto                  |
| Boerderij                    |                         |                | Achthoven-Oost 17     | 52° 3' 23" NB, 5° 0' 39" OL  | 0335/21 | Upload foto                  |
| Villa Buitenlust             | tussen 1866 en 1870     |                | Doeldijk 10           | 52° 2' 49" NB, 4° 56' 51" OL | 0335/7  | Villa Buitenlust             |
| Stadspand                    | 17e eeuw                |                | Havenstraat 15        | 52° 2' 45" NB, 4° 57' 1" OL  | 0335/1  | Meer afbeeldingen            |
| Stadspand                    | 17e eeuw                |                | Havenstraat 17        | 52° 2' 45" NB, 4° 57' 1" OL  | 0335/2  | Stadspand                    |
| Boerderij                    |                         |                | Heeswijk 110          | 52° 3' 7" NB, 4° 58' 47" OL  | 0335/12 | Meer afbeeldingen            |
| Gemaal Heeswijk              | 1880                    | J. Paul        | Heeswijk 79-81        | 52° 3' 7" NB, 4° 57' 54" OL  | 0335/17 | Gemaal Heeswijk              |
| Villa                        | 1880                    |                | Hofdijk 63            | 52° 2' 56" NB, 4° 56' 54" OL | 0335/14 | Villa                        |
| Pastoriewoning               | 1895-'96                |                | Hofstraat 9           | 52° 2' 43" NB, 4° 56' 57" OL | 0335/6  | Pastoriewoning               |
| Stadspand                    |                         |                | Hoogstraat 17-19      | 52° 2' 45" NB, 4° 56' 56" OL | 0335/11 | Stadspand                    |
| De Rookende Moor             |                         |                | Hoogstraat 22         | 52° 2' 46" NB, 4° 56' 57" OL | 0335/13 | De Rookende Moor             |
| Herenhuis                    |                         |                | Hoogstraat 53         | 52° 2' 42" NB, 4° 56' 49" OL | 0335/4  | Herenhuis                    |
| Pastorie                     | 1889                    | C.A.L. Lasance | Hoogstraat 80         | 52° 2' 43" NB, 4° 56' 47" OL | 0335/5  | Pastorie                     |
| Herenhuis                    |                         |                | Lieve Vrouwegracht 31 | 52° 2' 36" NB, 4° 56' 48" OL | 0335/18 | Herenhuis                    |
| Schutsluis Montfoortse Vaart | 1616, in 1770 vernieuwd |                | Montfoortse Vaart     | 52° 2' 46" NB, 4° 56' 52" OL | 0335/19 | Schutsluis Montfoortse Vaart |
| Mariakapel (Achthoven)       |                         |                | nabij Slotlaan        | 52° 3' 18" NB, 4° 59' 30" OL | 0335/25 | Meer afbeeldingen            |
| Boerderij                    |                         |                | Waardsedijk 1-1A      | 52° 2' 21" NB, 4° 56' 2" OL  | 0335/16 | Boerderij                    |

## Willeskop
De plaats Willeskop kent 3 gemeentelijke monumenten:
| Object                      | Bouwjaar | Architect | Locatie      | Coördinaten                  | Nr.     | Afbeelding                  |
| --------------------------- | -------- | --------- | ------------ | ---------------------------- | ------- | --------------------------- |
| Langhuisboerderij           |          |           | Willeskop 5  | 52° 2' 26" NB, 4° 56' 29" OL | 0335/23 | Langhuisboerderij           |
| Villa eigenaar steenfabriek |          |           | Willeskop 68 | 52° 2' 13" NB, 4° 56' 16" OL | 0335/24 | Villa eigenaar steenfabriek |
| Steenfabriek IJsseloord     |          |           | Willeskop 90 | 52° 1' 55" NB, 4° 55' 55" OL | 0335/10 | Meer afbeeldingen           |